# Звонница Спасо-Евфимиева монастыря
Звонница Спасо-Евфимиева монастыря в Суздале — памятник градостроительства и архитектуры XVI в. Здание находится в ведении Владимиро-Суздальского музея-заповедника.

## История и описание
Единственная в Суздале нарядная звонница располагается на территории Спасо-Евфимиева монастыря рядом со Спасо-Преображенским собором. В начале XVI века был сооружен высокий компактный девятигранный столп «церкви под колоколы» Рождества Иоанна Предтечи.
По версии Михаила Ильина, церковь могла быть построена в 1-й четверти XVI века как «моленный» храм во время приездов в Суздаль бездетной великокняжеской четы — Василия III и Соломонии Сабуровой. По Николаю Воронину, строительство связано с рождением Ивана IV. Однако тезоименитство Ивана IV приходится не на Рождество (24 июня), а на Усекновение главы Иоанна Предтечи (29 августа). По версии Владимира Седова, основанной на стилистических особенностях, церковь строилась одновременно с монастырским собором, то есть в третьей четверти XVI века. Его мнение почти совпадает с предположительной датировкой Алексея Варганова (вторая половина XVI века), выдвинутой гораздо раньше.
Сама церковь (разобрана за ветхостью в 1758—1764 годах) размещалась в среднем ярусе, в верхнем — колокола, а под церковью была кладовая палатка (одно время там был ледник для хранения рыбы подо льдом).
На рубеже XVI и XVII веков к столпу были пристроены три арки звонов на коротких гранёных столбах. Место соединения «церкви под колоколы» и образовавшейся аркады галереи зодчие украсили башенкой-часозвоней с шатром, фасад и цоколь — традиционным «суздальским узорочьем» — ширинками, балясинами, поребриком, нишами, проёмами, лопатками. Элементы декоративного убранства причудливо и асимметрично расположены на фасадах колокольни. Прямоугольная стенка звона напоминает архитектуру Новгорода и Пскова.
В XVII веке, согласно описи 1660 года, над звонницей возвышалось два шатра: «Колокольница каменная о два верха. На колокольнице палатка часовая, на одном шатре глава и крест. Опаяна по чешуе немецким железом. На другом шатре глава крыта черепицею зеленою». Позже шатры были разобраны, и в описи 1735 года уже не упоминаются, хотя шатёр над часозвоней оставался.
Первый ближайший к столбу пролёт пристроен в 1599 году (355 пудов (5680 кг) колокол лит по заказу Демида Черемисинова («в пожар 1610 года расшибся», перелит в 1618 году по заказу Дмитрия Пожарского, потом при Екатерине II).
По мере появления новых колоколов в 1691 году появились второй и третий проёмы — самый большой колокол в 566 пудов (9 т) был отлит в 1691 году. Колокола были главным украшением монастыря. В итоге, «на звоннице монастыря имеется богатый и красный звон» («Спутник по древнему Владимиру и городам Владимирской губернии», 1913.).
Звонница лишилась своих колоколов в 1922 году после закрытия монастыря. По распоряжению из Москвы «в виду крайней необходимости для индустрии в цветных металлах» в 1931 году колокола были сброшены и отправлены на переплавку. Директор Суздальского музея Василий Романовский собрал лишь фрагменты колокола 1561 года (сейчас они находятся в музее).
В 1984 году колокольные звоны были восстановлены музеем. Колокола искали по всей области. В фондах было всего несколько случайных и разнокалиберных. Два колокола привезли из Молдавии со свалки металлолома в Кишинёве (69 и 31 пуд — таких во Владимирской области уже не осталось). Большой колокол XVI века — вклад Демида Черемисинова в Покровский монастырь. Сейчас на звоннице 19 колоколов, в основном, XIX — начала XX века, заводов Ярославля, Нижнего Новгорода и суздальского литья.